# Cumbia pop
La cumbia pop —o cumbia cheta— es un subgénero musical que fusiona la cumbia con elementos del pop y el pop latino. Originado en la década de 2000 en la región del Río de la Plata —que abarca Uruguay y Argentina—, se popularizó en la década de 2010, con la formación de varias bandas que ganaron gran popularidad.

## Historia

### 2007-2016: inicios y auge

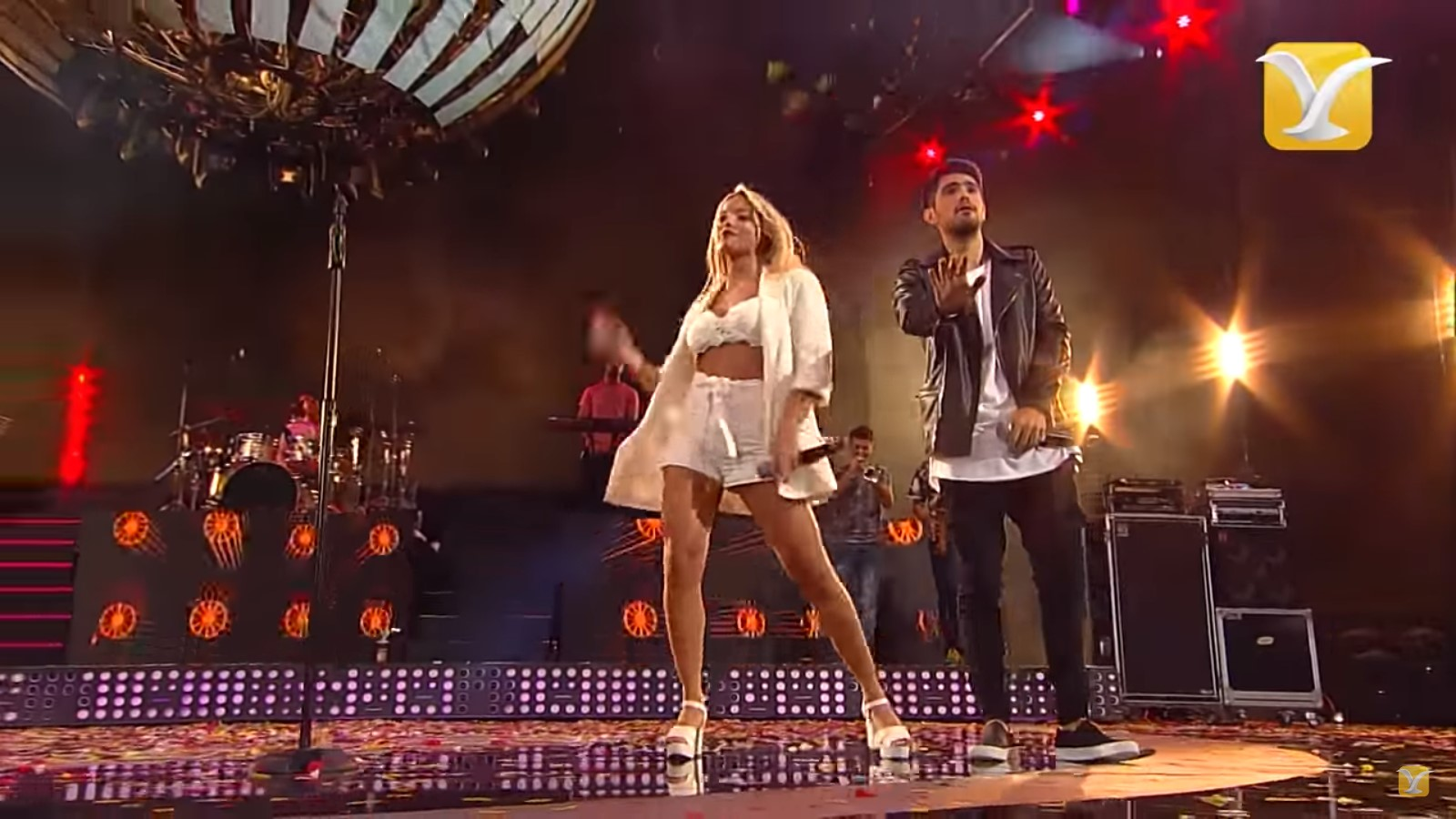
Rombai presentándose en el Festival de Viña del Mar de 2017

Surge en el 2007, con la banda uruguaya Vi-Em que se dedicaba a hacer versiones de canciones de diferentes artistas de distintos géneros con su estilo propio que mezclaba ritmos de cumbia con pop. Para el año 2012 ya se había gestado en Montevideo un ambiente con grupos cómo Agapornis, Marama, #TocoParaVos, o Rombai, entre otras. Rápidamente este ritmo se exportó a otros países de la región, principalmente a Argentina. El fenómeno evoluciona con los aportes de ritmos derivados de la cumbia popular, tales como la cumbia villera argentina y otros ritmos como el electropop. El sencillo «Quiero verte bailar» del grupo uruguayo Vi-Em en conjunto con el argentino Grupo Play fue el punto inicial de la versión criolla de la cumbia pop que generó una avalancha de grupos. Entre 2010 y 2015 surgen nuevos grupos de este género en Uruguay, uno de los primeros grupos en aparecer es Mala Tuya, cuyo ascenso fue notable, irrumpiendo en el mercado y cosechando éxitos rápidamente. Posteriormente, aparecieron grupos como AX-13, Marama, Rombai, #TocoParaVos y Pijama Party, entre otras. Lo distintivo de estos grupos fue su enfoque en la creación de canciones originales, dejando atrás las interpretaciones de otros artistas para priorizar su propio repertorio.

### 2017-2022: decadencia
El éxito fue constante y volvió a lanzar a los músicos uruguayos al exterior como no sucedía en años. Pero a fines de 2017, el cantante Fer Vázquez demandó a Quinteros, su mánager, por estafa; la banda Márama hizo lo mismo contra Fer Vázquez, con una demanda laboral millonaria. Este último dejó claro que él era «el titular exclusivo y excluyente de las marcas Márama, Rombai y Dame 5». Agustín Casanova, líder de Márama, prefirió quedarse con Quinteros. El choque dinamitó a Rombai y Márama, y con esos dos pilares, a todo el género.
Márama volvió a reunirse en 2021 tras cuatro años de inactividad; Fer Vázquez comenzó una etapa solista aún bajo el sello de Rombai; Olvidate! y Pijama Party nunca interrumpieron su actividad. Meri Deal, líder de la banda #TocoParaVos, comenzó una etapa solista. Melina Lezcano abandonó Agapornis en 2022.

### 2023-presente: «Vuelve la Cumbia Cheta»
En noviembre de 2023, los uruguayos Agustín Casanova de Márama y Fer Vázquez de Rombai comenzaron, en sus redes sociales, a anunciar el «regreso de la cumbia cheta» para «salvar al verano». El primero en lanzar una canción fue Márama junto a Rusher King, con Besos con Fernet. En el caso de Rombai, se dio la vuelta de Camila Rajchman, cantante de la banda entre 2014 y 2016. El tema se llamó, justamente, Cumbia Cheta. Valentina Olguin (ex Dame 5) reversionó su hit «Lejos» junto a MYA. Lo mismo hizo Márama con «Bronceado», junto a MYA y Robleis. Meri Deal (ex TocoParaVos) siguió la misma línea, reversionando su hit «Solo Necesito», junto a Marka Akme y Lil Cake. En diciembre de 2023, Bautista Mascia, exintegrante de Toco Para Vos, ingresó al reality show argentino Gran Hermano con objetivo de promocionar su nueva música.

## Influencias y desarrollo
El género cumbia pop surgió a mediados de la década del 2000 cuando algunos grupos musicales de Uruguay y Argentina hicieron covers de canciones populares, mezclándolas con elementos de cumbia y pop, y las publicaron en YouTube. Uno de los pioneros fue el grupo uruguayo VI-EM, seguido por el grupo argentino Agapornis. Sin embargo, no ganó tanta notoriedad, pero en ese momento otros subgéneros como la cumbia villera eran más populares.
A partir de 2013-2014, la cumbia pop se popularizó con la formación en Montevideo de las bandas uruguayas Rombai y Márama, que se hicieron extremadamente populares en Uruguay, Argentina y otros países latinoamericanos. Adoptaron ritmos bailables y letras relacionadas con el amor y la juventud, ya que ambos grupos estaban compuestos por veinteañeros, e incluyeron elementos de pop y electropop, lo que le dio al género musical su forma definitiva. Estas bandas realizaron giras por varios pueblos costeros y lanzaron éxitos de verano, lo que aumentó su notoriedad entre los jóvenes.
Dado que los miembros de las bandas más populares eran jóvenes de clase media-alta o alta, y dado que las letras y los videos musicales mostraban lujo, fiestas exclusivas y estilos de vida ambiciosos, este subgénero también se conoció como Cumbia Cheta. «Cheta», la forma femenina de la palabra «cheto», es una jerga del español rioplatense que se usa para describir a alguien o algo asociado con la clase alta. La cumbia pop se separó de la asociación tradicional de la cumbia con la clase trabajadora y la clase media y se alineó con el pop internacionalmente popular y la música pop latina.
Dado el auge del género, surgieron otras bandas que también alcanzaron amplia popularidad, como las uruguayas Toco Para Vos, Canto Para Bailar y Dame 5, y las argentinas Pijama Party.